# Liste de ponts du Guyana
Le présent article a pour vocation de présenter une liste de ponts du Guyana, remarquables par leurs caractéristiques dimensionnelles ou leur intérêt architectural ou historique. 
| lien | Nom                    | Type                   | Longueur | Terminé en | Lieu       |
| ---- | ---------------------- | ---------------------- | -------- | ---------- | ---------- |
|      | Demerara Harbor Bridge | Pont treillis flottant | 1851     | 1978       | Georgetown |
|      | Pont sur le Takutu     | Pont en construction   | ?        | 2009       | Lethem     |